# Thomas Muir
Thomas Muir FRS (25 de agosto de 1844 – 21 de março de 1934) foi um  matemático escocês.

## Publicações
- The Theory of the Determinant in the Historical Order of Development. 4 vols. New York: Dover Publications 1960
- A Treatise on the Theory of Determinants. Revised and Enlarged by William H. Metzler. New York: Dover Publications 1960
- "A Second Budget of Exercises on Determinants", American Mathematical Monthly, Vol. 31, No. 6. (June, 1924), pp. 264–274
- "Note on the Transformation of a Determinant into any Other Equivalent Determinant", The Analyst, Vol. 10, No. 1. (Jan 1883), pp. 8–9